# 앤드루 멜런
앤드루 윌리엄 멜런(Andrew William Mellon, 1855년 3월 24일 ~ 1937년 8월 26일)은 미국의 정치인으로 재무장관 (1921년 ~ 1932년)을 지내기도 한 산업 자본가이자 자선가였다.  기민한 사업가로서 그는 석유, 조선업, 건설, 알루미늄과 철강 등 같은 다른 분야들에서 산업에 대한 재정적 지원을 제공한 것으로 평가되었다.  그는 이른 나이에 자신의 위대함에 관한 징후를 내보이고 어린 소년으로서 마저 예민한 사업을 하는 것 같았다.  부친으로서 성공적인 남성과 함께 부유한 가족에게 태어난 그는 좋은 교육을 받고 자신의 선택의 전문직에 들어가는 데 충분한 기회들을 제공받았다.  그는 대학 생활 후에 부친과 함께 그의 모범적 사업들에 일하기로 선택하여 회사를 하나의 성공으로부터 다른 성공으로 이끌면서 자신의 사업 통찰력과 함께 부친을 놀라게 하였다.  그는 몇몇의 자라나는 지향 산업들에서 투자를 하면서 사업을 확장하였고 석유, 철강, 자동차, 석탄, 수력 발전과 보험 회사들에서 큰 이익을 얻었다.  그는 찰스 마틴 홀과 하인리히 코퍼스 같은 산업 자본가들에게 자금을 조달하고 거대한 부를 축척하였다.  사실로 그는 1920년대 미국에서 가장 부유한 사람들 중 하나로 꼽혔다.  그는 예술이나 과학 같은 명분으로 자신의 큰 공헌들로 알려진 매우 관대한 남성이었다.

## 어린 시절
피츠버그에서 토머스 알렉산더 멜런과 그의 부인 세라 제인 네글리에게 태어났다.  멜런의 부친은 피츠버그에서 성공적인 은행원이자 변호사였다.
이른 나이부터 멜런은 언젠가 자신을 거대한 산업 자본가로 만들 자신의 재정적 능력들의 징후를 내보였다.
그는 웨스턴 펜실베이니아 대학교 (오늘날 피츠버그 대학교)에 입학하였으나 자신의 전공을 완료하지 않았으며 자신의 동생 리처드와 사업을 시작하는 데 졸업 전에 떠났다.

## 경력
멜런이 대학을 떠난 후, 1872년 그의 부친은 그와 리처드에게 재목과 석탄 사업을 시작하는 도움을 주었다.  형제는 열심히 일하고 자신들의 사업을 수익성 있게 만들어 자신들의 부친에게 매우 인상을 주었다.
몇년 후, 형제는 1880년 자신들의 부친의 은행 회사 T. 멜런 앤드 선스에 가입하였다.  또다시 앤드루는 위대한 사업 능력을 보이고 곧 자신에게 옮겨진 은행의 소유권을 가졌다.
1889년 그는 유니언 트러스트 컴퍼니와 자회사로서 형성된 피츠버그 유니언 저축 은행을 설립하는 도움을 주었다.  금융 분야에서 그의 사업들은 번창하고 있었으며 다른 분야들로 진출하는 데 그에게 용기를 주었다.
그는 석유, 철강, 알루미늄, 조선업과 건설 같은 다가오는 분야들에서 투자하기 시작하였다.  그는 아메리칸 로코모티브 컴퍼니, 걸프 오일과 피츠버그 석탄 회사에서 큰 재산이 필요했다.
그는 세계의 3번째로 가장 큰 알루미늄 생산 회사가 된 찰스 마틴 홀의 제련소 알루미늄 컴퍼니 오브 아메리카 (알코아)에 자금을 조달하였다.
그는 1912년 독일 출신 공학자 하인리히 코퍼스가 H. 코퍼스 컴퍼니를 창립하는 것에 그를 도우면서 전체의 산업을 세우는 것에 도움을 주었다.  코크스 오븐들을 발명한 코퍼스는 자신의 특허권을 멜런에게 팔았다.
그는 재정가로서 매우 성공적이 되었고 1920년대까지 미국에서 가장 부유한 사람들 중에 꼽혔다.  그는 존 록펠러와 헨리 포드 만의 뒤로 1920년대 중반에 3번째로 가장 높은 소득세 납부자였다.
1921년 멜런은 워런 G. 하딩 대통령에 의하여 재무장관으로 임명되었다.  그는 1932년까지 거의 11년 동안 이 직위에 지냈다.  하딩 행정부 동안 시작된 그의 봉사는 물론 쿨리지와 후버 행정부를 통하여 지속되었다.

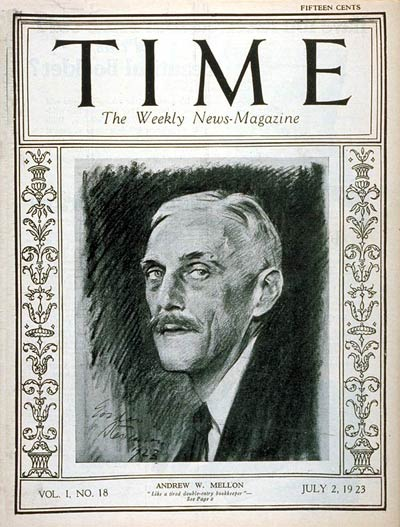
1923년 7월 2일 타임 잡지의 표지에 나온 멜런

그가 새로 그 자리를 맡았을 때 하딩 대통령은 세금 제도의 철처한 개정과 연방 예산 제도의 창조를 요구하였다.  은행원으로서 멜런의 경험은 그에게 이 프로그램들을 성공적으로 구현하는 도움을 주었다.
그는 제1차 세계 대전 동안 대출로 인해 발생한 미국에게 프랑스의 빚들의 양을 세우는 데 창조된 1926년 멜런-베렝제르 합의서 작성에 핵심적인 역할을 하였다.  비록 그의 업적이 정부로부터 많은 평가를 받았음에도 불구하고 그의 인기는 대공황이 일어난 후에 쇠퇴하였고 그는 1932년 사임하였다.

## 수상과 성취
그는 두번이나 타임 잡지의 표지에 나왔다 - 1923년 7월과 1928년 5월.

## 개인 생활과 유산
그는 오랫동안 독신으로 남아있었으며 자신의 재산을 쌓는 것에 자신의 모든 관심에 집중하였다.  45세의 나이에 그는 늦게 결혼하기로 결정하였다.  1900년 그는 20세의 잉글랜드인 여성 노라 메리 맥뮬런에게 결혼하였으며 부부는 2명의 자녀를 두었다.  하지만 그의 어린 부인은 1912년 쓰라린 이혼으로 이끈 다른 남성들과 관계를 발전시켰다.
자신의 일생을 통하여 그는 활동적인 자선가로 남아있었다.  자신의 동생과 더불어 그는 자신의 부친을 위하여 기념관인 오늘날 카네기 멜런 대학교의 일부인 피츠버그 대학교의 부서로서 멜런 산업 연구 전문 학교를 세웠다.  그는 예술과 연구 목적들로 아낌없이 기부하였다.
그는 현저한 예술 수집가였으며 1937년 미국 정부에게 2천 5백만 달러 가치로 평가된 수집을 기부하였다.
1937년 8월 26일 뉴욕주 사우스햄프턴에서 82세의 나이로 사망하였다.